# Nuoto al XVII Festival olimpico estivo della gioventù europea
Le competizioni di nuoto al XVI Festival olimpico estivo della gioventù europea si sono svolte dal 24 al 28 luglio 2023 a Maribor, in Slovenia

## Podi

### Ragazzi
| Evento               | Oro                                                                                  | Tempo    | Argento                                                                                            | Tempo    | Bronzo                                                                              | Tempo    |
| Stile libero         |                                                                                      |          | |          |                                                                                     |          |
| 50 m                 | Justin Cvetkov                                                                       | 22"69    | Nikita Sheremet                                                                                    | 22"89    | Jan Foltýn                                                                          | 23"09    |
| 100 m                | Carlos D'Ambrosio                                                                    | 49"78    | Sander Kiær Sørensen                                                                               | 50"55    | Przemysław Pietroń                                                                  | 50"70    |
| 200 m                | Sander Kiær Sørensen                                                                 | 1'50"05  | Carlos D'Ambrosio                                                                                  | 1'50"35  | Ahmet Mete Boylu                                                                    | 1'51"80  |
| 400 m                | Emir Batur Albayrak                                                                  | 3'51"29  | Koppány Kakuk                                                                                      | 3'57"67  | Alberto Ferrazza                                                                    | 3'58"35  |
| 1500 m               | Kuzey Tunçelli                                                                       | 14'54"16 | Michał Gnaczyński                                                                                  | 15'39"19 | Andrei Proca                                                                        | 15'51"65 |
| Dorso                |                                                                                      |          | |          |                                                                                     |          |
| 100 m                | Daniele Del Signore                                                                  | 55"38    | Aukan Nahuel Goldin                                                                                | 55"39    | Mantas Kaušpėdas                                                                    | 55"47    |
| 200 m                | Daniele Del Signore                                                                  | 1'59"84  | Aukan Nahuel Goldin                                                                                | 2'00"97  | Anton Denysenko                                                                     | 2'03"09  |
| Rana                 |                                                                                      |          | |          |                                                                                     |          |
| 100 m                | Joshua Inglis                                                                        | 1'02"78  | Evangelos Ntoumas                                                                                  | 1'02"88  | Darius Coman                                                                        | 1'02"92  |
| 200 m                | Rafael Mimoso                                                                        | 2'15"98  | Filip Nowacki                                                                                      | 2'16"05  | Darius Coman                                                                        | 2'17"01  |
| Farfalla             |                                                                                      |          | |          |                                                                                     |          |
| 100 m                | Zoltan Bagi                                                                          | 54"33    | Isak Fernandez                                                                                     | 54"49    | Mykola Kotenko                                                                      | 54"63    |
| 200 m                | Tuncer Berk Ertürk                                                                   | 1'58"62  | Mykola Kotenko                                                                                     | 2'01"13  | Jakub Katana                                                                        | 2'01"78  |
| Misti                |                                                                                      |          | |          |                                                                                     |          |
| 200 m                | Robert Andrei Badea                                                                  | 2'02"78  | Botond Kovács                                                                                      | 2'04"25  | Evan Davidson                                                                       | 2'04"83  |
| 400 m                | Robert Andrei Badea                                                                  | 4'18"80  | Tuncer Berk Ertürk                                                                                 | 4'24"94  | Botond Kovács                                                                       | 4'27"85  |
| Staffette            |                                                                                      |          | |          |                                                                                     |          |
| 4x100 m stile libero | Italia Daniele Del Signore Luca Scampicchio Alberto Ferrazza Carlos D'Ambrosio       | 3'24"94  | Norvegia Sander Kiær Sørensen Jakob Austevoll Harlem Gergely Laszlo Besenyi Daniel Rumenov Marinov | 3'25"78  | Francia Néo Dutriaux Hugo Duvauchelle Mathieu Dufraigne Roméo-César Fadda-Sauvageot | 3'26"59  |
| 4x100 m misti        | Italia Daniele Del Signore Lorenzo Fuschini Riccardo Santiago Osio Carlos D'Ambrosio | 3'42"41  | Regno Unito Dean Fearn Joshua Inglis Charles Simpson Jacob Mills                                   | 3'46"25  | Serbia Luka Jovanović Strahinja Stancul Nemanja Maksić Justin Cvetkov               | 3'47"07  |

### Ragazze
| Evento               | Oro                                                                                                  | Tempo   | Argento | Tempo   | Bronzo                                                                         | Tempo         |
| Stile libero         | |         | |         |                                                                                |               |
| 50 m stile           | Theodora Taylor                                                                                      | 25"54   | Linda Hällkvist | 25"63   | Rosalie Reef                                                                   | 26"05         |
| 100 m                | Linda Roth                                                                                           | 55"89   | Linda Hällkvist | 56"54   | Rosalie Reef                                                                   | 56"61         |
| 200 m                | Linda Roth                                                                                           | 2'01"57 | Hollie Wilson | 2'02"05 | Valentina Procaccini                                                           | 2'03"15       |
| 400 m                | Vivien Jackl                                                                                         | 4'12"84 | Amelie Blocksidge | 4'12"95 | Lucrezia Domina                                                                | 4'16"58       |
| 800 m                | Amelie Blocksidge                                                                                    | 8'32"65 | Vivien Jackl | 8'34"84 | Alba Rubio Villoria                                                            | 8'46"16       |
| Dorso                | |         | |         |                                                                                |               |
| 100 m                | Daria Silisteanu                                                                                     | 1'01"07 | Despoina Pyrili | 1'02"15 | Benedetta Boscaro                                                              | 1'02"30       |
| 200 m                | Aissia Prisecariu                                                                                    | 2'11"73 | Vivien Jackl | 2'15"16 | Caterina Santambrogio                                                          | 2'16"61       |
| Rana                 | |         | |         |                                                                                |               |
| 100 m                | Nayara Pineda Lopez                                                                                  | 1'08"88 | Theodora Taylor | 1'09"77 | Karen Klepp                                                                    | 1'09"94       |
| 200 m                | Kay-Lyn Loehr                                                                                        | 2'30"57 | Lucrezia Mancini | 2'15"16 | Nayara Pineda                                                                  | 2'16"61       |
| Farfalla             | |         | |         |                                                                                |               |
| 100 m farfalla       | Frida Haellkvist                                                                                     | 2'11"83 | Alina Baievych | 2'15"00 | Rebecca Ongaro                                                                 | 2'15"98       |
| 200 m farfalla       | Alina Baievych                                                                                       | 2'11"83 | Mira Miszlai | 2'15"00 | Coco Croxford                                                                  | 2'15"98       |
| Misti                | |         | |         |                                                                                |               |
| 200 m                | Phoebe Cooper                                                                                        | 2'14"53 | Linda Roth | 2'15"91 | Stela Megelova                                                                 | 2'17"78       |
| 400 m                | Vivien Jackl                                                                                         | 4'47"14 | Clarissa Savoldi | 4'49"77 | Laura Sophie Kohlmann                                                          | 4'50"69       |
| Staffette            | |         | |         |                                                                                |               |
| 4x100 m stile libero | Romania Daria-Mariuca Silisteanu Diana Gabriela Stiger Aissia Claudia Prisecariu Ana Maria Sibişeanu | 3'49"78 | Regno Unito Theodora Taylor Mabli Collyer Hollie Wilson Phoebe Cooper Italia Lucrezia Domina Valentina Procaccini Benedetta Boscaro Caterina Santambrogio | 3'49"88 | Non assegnato                                                                  | Non assegnato |
| 4x100 m misti        | Germania Ewa zur Brügge Hannah Schneider Alina Baievych Linda Roth                                   | 4'10"35 | Regno Unito Gaby Freeman Theodora Taylor Phoebe Cooper Hollie Wilson                                                                                      | 4'10"76 | Italia Benedetta Boscaro Lucrezia Mancini Rebecca Ongaro Caterina Santambrogio | 4'11"10       |

### Misto
| Evento       | Oro                                                                                 | Tempo   | Argento                                                             | Tempo   | Bronzo                                                           | Tempo   |
| 4x100m stile | Italia Lucrezia Domina Daniele Del Signore Carlos D'Ambrosio Caterina Santambrogio  | 3'33"88 | Regno Unito Evan Davidson Jacob Mills Hollie Wilson Theodora Taylor | 3'35"55 | Germania Limaris Dix Finn Neuwirth Fiona Kuphal Yara Riefstahl   | 3'36"08 |
| 4x100m mista | Italia Daniele Del Signore Lucrezia Mancini Carlos D'Ambrosio Caterina Santambrogio | 3'55"89 | Germania Finn Neuwirth Subäjr Biltaev Alina Baievych Linda Roth     | 3'57"53 | Regno Unito Dean Fearn Joshua Inglis Phoebe Cooper Hollie Wilson | 3'57"69 |